# تاكطونت الفقانية (آيت احمد وأسعيد)
تاكطونت الفقانية هو دُوَّار يقع بجماعة بني تادجيت، إقليم فكيك، جهة الشرق في المملكة المغربية. ينتمي الدوّار لمشيخة آيت احمد وأسعيد التي تضم 9 دواوير. يقدر عدد سكانه بـ 390 نسمة حسب الإحصاء الرسمي للسكان والسكنى لسنة 2004.

## روابط خارجية
- البوابة الوطنية للجماعات الترابية نسخة محفوظة 12 مارس 2018 على موقع واي باك مشين.
- المندوبية السامية للتخطيط